# Joselo Rangel
Joselo Rangel o Joselo, nombre artístico de José Alfredo Rangel Arroyo (Minatitlán, Veracruz, 1 de septiembre de 1967), es un músico, compositor, productor discográfico y escritor mexicano, conocido por ser integrante y fundador de la banda de rock alternativo Café Tacvba. Es hermano de Quique Rangel, otro de los integrantes de Café Tacvba.

## Biografía
Nació en Minatitlán, Veracruz, donde vivió hasta 1976, año en que su familia se mudó a la colonia El Mirador en Naucalpan, en la periferia de la capital mexicana, debido al empleo de su padre en Pemex. 
Creció escuchando la música que le gustaba a sus padres, entre los que se encontraban Agustín Lara y Chavela Vargas, además de haberse relacionado con la música y la religión debido a que su familia es presbiteriana.
A los quince años comenzó a tomar clases de guitarra en la Academia Yamaha de Ciudad Satélite, en donde tuvo una formación clásica. Abandonó dicha institución al no poder tocar canciones de rock. Al aprender a hacerlo por su cuenta, comenzó a componer canciones, las cuales fueron influenciadas por La Unión. Poco después entró a tocar el bajo en una banda llamada Shine.
Conoció a Rubén Albarrán en la Universidad Autónoma Metropolitana Unidad Azcapotzalco o UAM, se encontraban fumando afuera de clases, donde el mismo Joselo a declarado que nunca estudiaban, se la pasaban escuchando casettes piratas de grupos como The Smiths, The Cure, Celia Cruz y Chicoché.  
Joselo estudiaba diseño industrial y Rubén estudiaba diseño gráfico alrededor del año 1985, año del sismo en la Ciudad de México. Desarrollaron una amistad basada en la música después de que Joselo vio  cantar a Rubén con Torah en el bar Rocks de Ciudad Satélite. Ambos compartían gustos musicales que escuchaban en radiocaseteras fuera de las clases universitarias. 
Decidieron formar un grupo para tocar las canciones que componían bajo la influencia, principalmente, de Love and Rockets, La Unión y The Cure, al cual llamaron Alicia Ya No Vive Aquí y al que se integró Quique Rangel, hermano de Joselo. Luego de disolver ese grupo, en 1987 formaron uno nuevo : Café Tacvba
Como productor discográfico ha trabajado en discos de grupos como Liquits, La Ban y aville, Teletransportador y Renoh.
Como escritor ha publicado tres libros y colabora semanalmente en el periódico Excélsior con la columna CRockónicas Marcianas de la cual compendió un libro en 2011. Ha escrito en revistas como Gatopardo, Día siete y Sputnik.
A nivel personal tuvo una relación con Julieta Venegas por tres años. Está casado con la actriz mexicana Lumi Cavazos, con quien tiene dos hijas.

## Obra

### Música

#### Solista
- Oso (2001)
- Lejos (2005)

#### Con Café Tacvba
- Café Tacvba (1992)
- Re (1994)
- Avalancha de Éxitos (1996)
- Revés/Yo Soy (1999)
- Cuatro Caminos (2003)
- Sino (2007)
- El Objeto Antes Llamado Disco (2012)
- Jei Beibi (2017)

#### Colaboraciones
- Jardín, álbum de Liquits

### Literatura
- CRockónicas Marcianas (crónicas, 2011)
- One hit wonder (cuentos, 2015)
- Los desesperados (novela, 2018)
- La niña aburrida (cuento, 2020)

#### En colaboración
- Cuba Stone (2016), en colaboración con Javier Sinay y Jeremías Gamboa